# U 154 (U-Boot, 1941)
U 154 war ein deutsches U-Boot vom Typ IX C, das im Zweiten Weltkrieg von der deutschen Kriegsmarine eingesetzt wurde.

## Technik und Geschichte
U 154 war für die ozeanische Verwendung konzipiert. Boote dieser U-Boot-Klasse wurden daher auch als „Ozeanboote“ bezeichnet. U 154 war ein U-Boot vom Zweihüllentyp und hatte eine Wasserverdrängung von 1.120 t über und 1.232 t unter Wasser. Es hatte eine Länge von 76,76 m, eine Breite von 6,76 m und einen Tiefgang von 4,70 m. Mit den beiden 2.200 PS MAN-Neunzylinder-Viertakt Dieselmotoren M 9 V 40/46 mit Aufladung konnte eine Höchstgeschwindigkeit über Wasser von 18,3 kn erreicht werden. Bei 10 kn Fahrt konnten 12.000 Seemeilen zurückgelegt werden. Die beiden 500 PS SSM-Doppel-E-Maschinen GU 345/34 hatten 62 × 62 Akku-Zellen AFA Typ 44 MAL 740 W. Es konnte eine Höchstgeschwindigkeit unter Wasser von 7,3 kn erreicht werden. Bei 4 kn Fahrt konnte eine Strecke von 64 Seemeilen zurückgelegt werden. Aus 4 Bug- und 2 Hecktorpedorohren konnten 22 Torpedos oder bis zu 44 TMA- oder 66 TMB-Minen ausgestoßen werden. Die Tauchtiefe betrug 100 – 200 m. Die Schnelltauchzeit betrug 35 Sekunden. Es hatte ein 10,5-cm Utof L/45 Geschütz mit 180 Schuss und 1 × 3,7-cm Fla-Waffe mit 2.625 Schuss, 1 × 2-cm-Fla-Waffe mit 4.250 Schuss. Ab 1943/44 erfolgte bei diesem Bootstyp der Ausbau der 10,5-cm-Kanone und Einbau von 4 × 2-cm-Zwillings-Fla-Geschützen mit 8.500 Schuss. Die Besatzungsstärke konnte aus vier Offizieren und 44 Mannschaften bestehen. Die Kosten für den Bau betrugen 6.448.000 Reichsmark.
Der Auftrag für das Boot wurde am 25. September 1939 an die AG Weser in Bremen vergeben. Die Kiellegung erfolgte am 21. September 1940, der Stapellauf am 21. April 1941, die Indienststellung unter Korvettenkapitän Walther Kölle fand schließlich am 2. August 1941 statt.
Das Boot gehörte nach seiner Indienststellung am 2. August 1941 bis zum 31. Januar 1942 als Ausbildungsboot zur 4. U-Flottille in Stettin. Nach der Ausbildungszeit gehörte U 154 vom 1. Februar 1942 bis zu seiner Versenkung am 3. Juli 1944 als Frontboot zur 2. U-Flottille in Lorient.
U 154 absolvierte während seiner Dienstzeit acht Unternehmungen, auf denen zehn Schiffe mit einer Gesamttonnage von 49.916 BRT versenkt und drei Schiffe mit 15.771 BRT beschädigt wurden. Ein weiteres Schiff mit 8.166 BRT wurde so schwer beschädigt, dass es als Totalverlust galt.

## Einsatzstatistik

### Erste Unternehmung
Das Boot lief am 7. Februar 1942 um 11.50 Uhr von Kiel aus und lief am 8. Februar 1942 um 7.35 Uhr in Helgoland ein. Es lief am 9. Februar 1942 um 17.14 Uhr wieder dort aus und lief am 12. Februar 1942 um 16.07 Uhr in Bergen ein. Am 14. Februar 1942 lief es um 17.09 Uhr wieder von Bergen aus und am 1. März 1942 um 11.22 Uhr in Lorient ein. Auf dieser 23 Tage dauernden und 3.602 sm über und 230 sm unter Wasser langen Unternehmung in den Nordatlantik zur Überführung des Bootes nach Frankreich wurden keine Schiffe versenkt oder beschädigt.

### Zweite Unternehmung
Das Boot lief am 11. März 1942 um 18.46 Uhr von Lorient aus und lief am 9. Mai 1942 um 8.52 Uhr wieder dort ein. Auf dieser 59 Tage dauernden und ca. 10.610 sm über und 253 sm unter Wasser langen Unternehmung in den Westatlantik, die Karibik sowie zu den Großen Antillen wurden fünf Schiffe mit 28.715 BRT versenkt.
Am 4. April 1942 wurde der US-amerikanische, mit 5.034 BRT vermessene Dampfer Comol Rico (Lage) durch zwei Torpedos versenkt. Er hatte 8.068 t Zucker-Melasse geladen und befand sich auf dem Weg von Humacoa Puerto Rico nach Boston. Es gab drei Tote und 40 Überlebende.
Am 5. April 1942 wurde der US-amerikanische, mit 5.030 BRT vermessene Dampfer Catahoula (Lage) durch zwei Torpedos versenkt. Er hatte Melasse geladen und befand sich auf dem Weg von San Pedro de Macorís nach Wilmington. Es gab sieben Tote und 38 Überlebende.
Am 12. April 1942 wurde der US-amerikanische, mit 5.032 BRT vermessene Dampfer Delvalle (Lage) durch drei Torpedos versenkt. Er hatte 5.165 t Stückgut geladen und befand sich auf dem Weg von New Orleans über Saint Thomas nach Buenos Aires. Es gab zwei Tote und 61 Überlebende.
Am 13. April 1942 wurde der britische, mit 8.032 BRT vermessene Tanker Empire Amethyst (Lage) durch zwei Torpedos versenkt. Er hatte 12.000 t Reinigungsmittel geladen und befand sich auf dem Weg von New Orleans über Freetown nach Großbritannien. Es gab 41 Tote und fünf Überlebende.
Am 20. April 1942 wurde der britische, mit 5.587 BRT vermessene Dampfer Vineland (Lage) durch drei Torpedos und fünf Schuss aus der 10,5-cm-Kanone versenkt. Er fuhr in Ballast und war auf dem Weg von Portland (Maine) nach Saint Thomas. Es gab einen Toten und 36 Überlebende.

### Dritte Unternehmung
Das Boot lief am 4. Juni 1942 um 20.35 Uhr von Lorient aus und lief am 23. August 1942 wieder dort ein. Auf dieser 78 Tage dauernden und 13.295 sm über und 550 sm unter Wasser langen Unternehmung in den Westatlantik, die Karibik, Kuba, den Golf von Mexiko und zu den Großen Antillen wurden zwei Schiffe mit 3.265 BRT versenkt. U 153 wurde am 7. August 1942 von U 463 mit 26 m³ Treiböl versorgt.
Am 28. Juni 1942 wurde der britische, mit 3.200 BRT vermessene Dampfer Clyde durch einen Torpedo versenkt.
Am 6. Juli 1942 wurde der panamaische, mit 65 BRT vermessene Fischkutter Lalita (Lage) durch Artillerie aus der 3,7-cm sowie aus der 10,5-cm-Kanone versenkt. Es gab keine Verluste, acht Überlebende.

### Vierte Unternehmung
Das Boot lief am 12. Oktober 1942 um 18.15 Uhr von Lorient aus und lief am 7. Januar 1943  um 10.53 Uhr wieder dort ein. Auf dieser 56 Tage dauernden und 12.703,2 sm über und 487,7 sm unter Wasser langen Unternehmen in den Westatlantik, die Karibik, Trinidad, den Mittelatlantik sowie den Südatlantik wurden drei Schiffe mit 17.936 BRT versenkt. U 153 wurde am 27. Dezember 1942 von U 463 mit 40 m³ Treiböl versorgt.
Am 8. November 1942 wurde der britische, mit 7.291 BRT vermessene Dampfer D’Entrecasteaux (Lage) durch drei Torpedos versenkt. Er hatte 6.214 t Stückgut sowie 1.002 t Kupfer geladen und befand sich auf dem Weg von Beira (Mosambik) und der Tafelbucht über Pernambuco nach Großbritannien. Es gab drei Tote und 63 Überlebende.
Am 9. November 1942 wurde der britische, mit 5.419 BRT vermessene Dampfer Nurmahal (Lage) durch zwei Torpedos versenkt. Er fuhr in Ballast und war auf dem Weg von Safaga über die Tafelbucht nach Charleston (South Carolina) und New York. Es gab 14 Tote und eine unbekannte Zahl Überlebende.
Am 18. November 1942 wurde das britische, mit 5.226 BRT vermessene Motorschiff Tower Grange (Lage) durch fünf Torpedos (drei Fehlschüsse) versenkt. Es hatte 8.332 t Stückgut inklusive 1.800 t Manganerz geladen und befand sich auf dem Weg von Kalkutta über Kapstadt und Trinidad nach Großbritannien. Es gab vier Tote und 41 Überlebende.

### Fünfte Unternehmung
Das Boot lief am 20. März 1943 um 16.45 Uhr von Lorient aus, um auf dieser 108 Tage dauernden und 15.272 sm über und 710 sm unter Wasser langen Unternehmung im Mittelatlantik und vor den brasilianische Küste bei Recife und Ascension zu patrouillieren. U 154 traf am 20. Mai 1943 mit dem Versorgungs-U-Boot U 460 zusammen, von dem es 70 m³ Dieselkraftstoff, 2 m³ Motorenöl und für 20 Tage Proviant übernahm. Ende Mai entdeckte der neue Kommandant Kusch den Geleitzug BT 14, der sich auf dem Weg nach Trinidad befand. Er entschloss sich zu einem nächtlichen Überwaserangriff, bei dem er drei Frachter mit 21.500 BRT versenkt und einen weiteren beschädigt zu haben glaubte. Tatsächlich wurde lediglich ein Schiff mit 8.166 BRT so schwer beschädigt, dass es als Totalverlust galt, und zwei Schiffe mit 15.771 BRT beschädigt. 
- Am 28. Mai 1943 wurde der US-amerikanische, mit 8.580 BRT vermessene Tanker Florida durch einen Torpedo beschädigt.
- Am 28. Mai 1943 wurde der US-amerikanische, mit 7.191 BRT vermessene Dampfer Cardinal Gibbons durch einen Torpedo beschädigt.
- Am 28. Mai 1943 wurde der US-amerikanische, mit 8.166 BRT vermessene Tanker John Worthington durch einen Torpedo schwer beschädigt und später zum Totalverlust erklärt. Er fuhr in Ballast und war auf dem Weg von Rio de Janeiro über Bahia nach Trinidad. Es gab keine Verluste, 57 Überlebende.

Da Kusch meldete, dass ein Metox-Gerät, mit dem Radarwellen gegnerischer Einheiten aufgefangen werden konnten, beständig ausfalle, wurde er angewiesen, die gut bewachten US-amerikanischen Gewässer zu verlassen und vor den Azoren mit U 126 zusammenzutreffen. Die Boote sollten sich beim gemeinsamen Rückmarsch an die nordfranzösische Atlantikküste gegenseitig schützen. Kurz vor Erreichen des Stützpunktes wurde U 126 jedoch in der Biskaja durch einen Fliegerangriff versenkt. Das Boot lief am 6. Juli 1943 um 17.00 Uhr wieder in Loirent ein.

### Sechste Unternehmung
Das Boot lief am 23. September 1943 um 18.00 Uhr von Lorient aus und lief am 24. September 1943 um 19.45 Uhr in Brest ein. Es lief am 2. Oktober 1943 um 15.30 Uhr wieder dort aus und am 20. Dezember 1943 um 11.50 Uhr wieder in Lorient ein. Auf dieser 88 Tage dauernden ca. 10.420 sm über und 1.388 sm unter Wasser langen Unternehmung in den Mittelatlantik, vor die Azoren, vor Sao Miguel wurden keine Schiffe versenkt oder beschädigt.

### Siebente Unternehmung
Das Boot lief am 31. Januar 1944 um 16.30 Uhr von Lorient aus und lief am 28. April 1944 um 7.00 Uhr wieder dort ein. Auf dieser 87 Tage dauernden und 7.695 sm über und 2.284 sm unter Wasser langen Unternehmung in den Westatlantik und in die Karibik wurden keine Schiffe versenkt oder beschädigt.

### Achte Unternehmung
Das Boot lief am 20. Juni 1944 von Lorient aus und wurde am 3. Juli 1944 versenkt. Auf dieser 13 Tage dauernden Unternehmung in den Mittelatlantik, vor die Azoren und westlich von Madeira wurden keine Schiffe versenkt oder beschädigt.

## Verbleib
Das Boot wurde am 3. Juli 1944 im Mittelatlantik nordwestlich von Madeira durch Wasserbomben der US-Geleitzerstörer USS Inch und USS Frost auf der Position 34° 0′ N, 19° 30′ W im Marine-Planquadrat DH 2176 versenkt. Es war ein Totalverlust mit 57 Toten.